# Haute-Marne
 (septembre 2023).
Si vous disposez d'ouvrages ou d'articles de référence ou si vous connaissez des sites web de qualité traitant du thème abordé ici, merci de compléter l'article en donnant les références utiles à sa vérifiabilité et en les liant à la section « Notes et références ».
La Haute-Marne (/ot.maʁn/) est un département français formant la partie méridionale de la région Grand Est (avec le Haut-Rhin). L'Insee et La Poste lui attribuent le code 52. La ville la plus peuplée de la Haute-Marne est Saint-Dizier. Sa préfecture est Chaumont.

## Héraldique
| Blason | Blasonnement : « D'azur au pal d'argent côtoyé de deux doubles vergettes potencées et contre-potencées d'or. » |

Proposé par l'héraldiste Robert Louis, le blason a été approuvé au début des années 1950. Il s'inspire du blason de la province de Champagne, la bande d'argent devenant un pal pour rappeler le sens d'écoulement de la Marne.

## Géographie
| Chaumont |

| Chaumont |

Le département tire son nom de la Marne, rivière qui prend sa source près de Langres. Cette rivière le parcourt sur plus de 120 kilomètres.
| Marne                               | Meuse       |                                       |
| Aube                                | Haute-Marne | Vosges                                |
| Côte-d'Or (Bourgogne-Franche-Comté) |             | Haute-Saône (Bourgogne-Franche-Comté) |

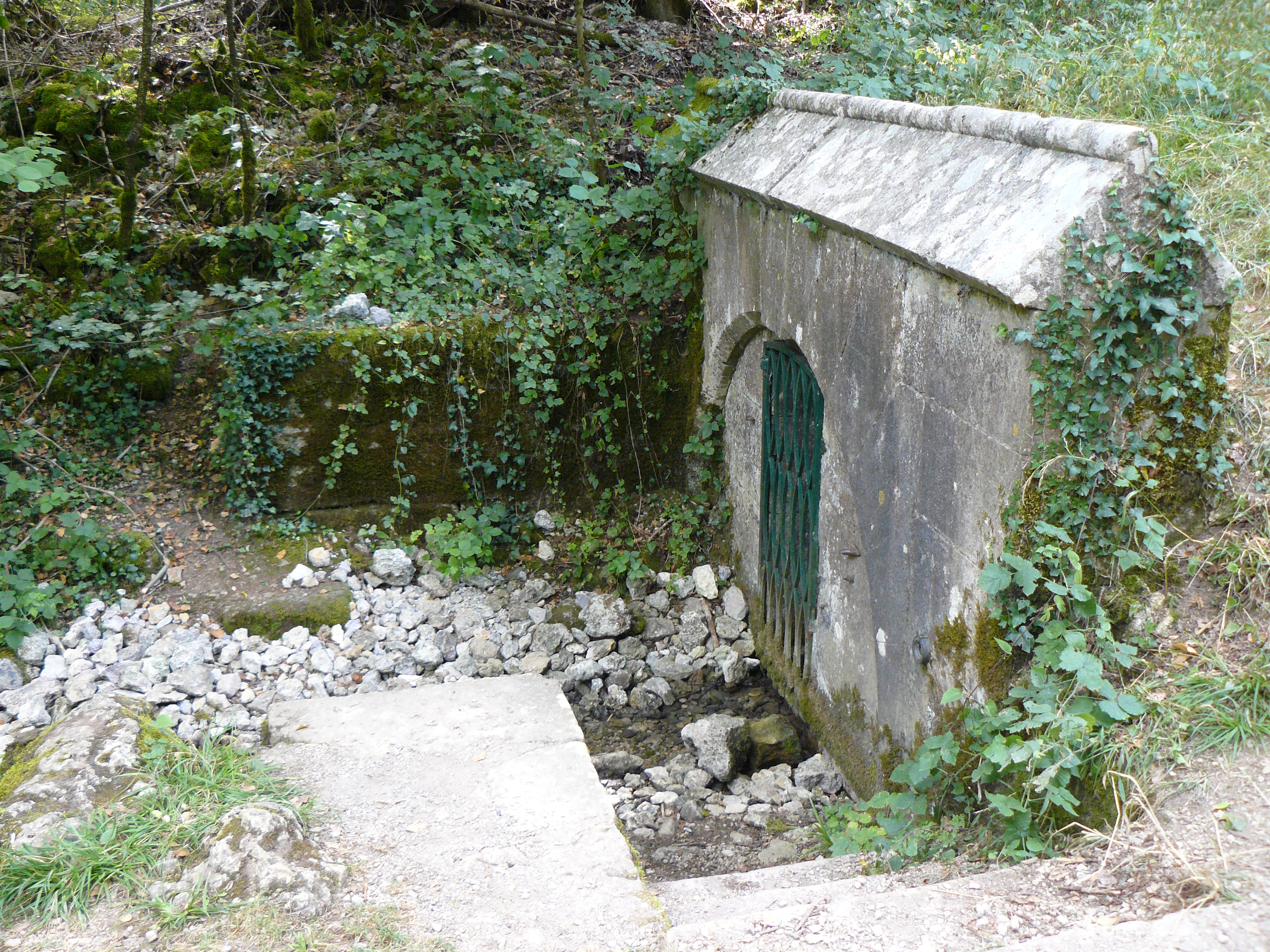
Source de la Marne.

Il est situé dans l’est du Bassin parisien et est caractérisé par une suite concentrique de cuestas.
L'extrême sud du département correspond au centre du Seuil morvano-vosgien : plateau de Langres, où se trouve le point culminant de la Haute-Marne (le Haut de Baissey – 523 mètres), Barrois champenois et Apance-Amance. L'orographie s'abaisse au nord vers les plaines du Perthois et du Pays du Der, où se situent ses points les plus bas (Puellemontier – 117 mètres).
Les 169 865 habitants sont appelés Haut-Marnais. On retrouve la trace dans certains ouvrages du gentilé alto-marnais, qui semble aujourd'hui désuet.

Paysages de la Haute-Marne :
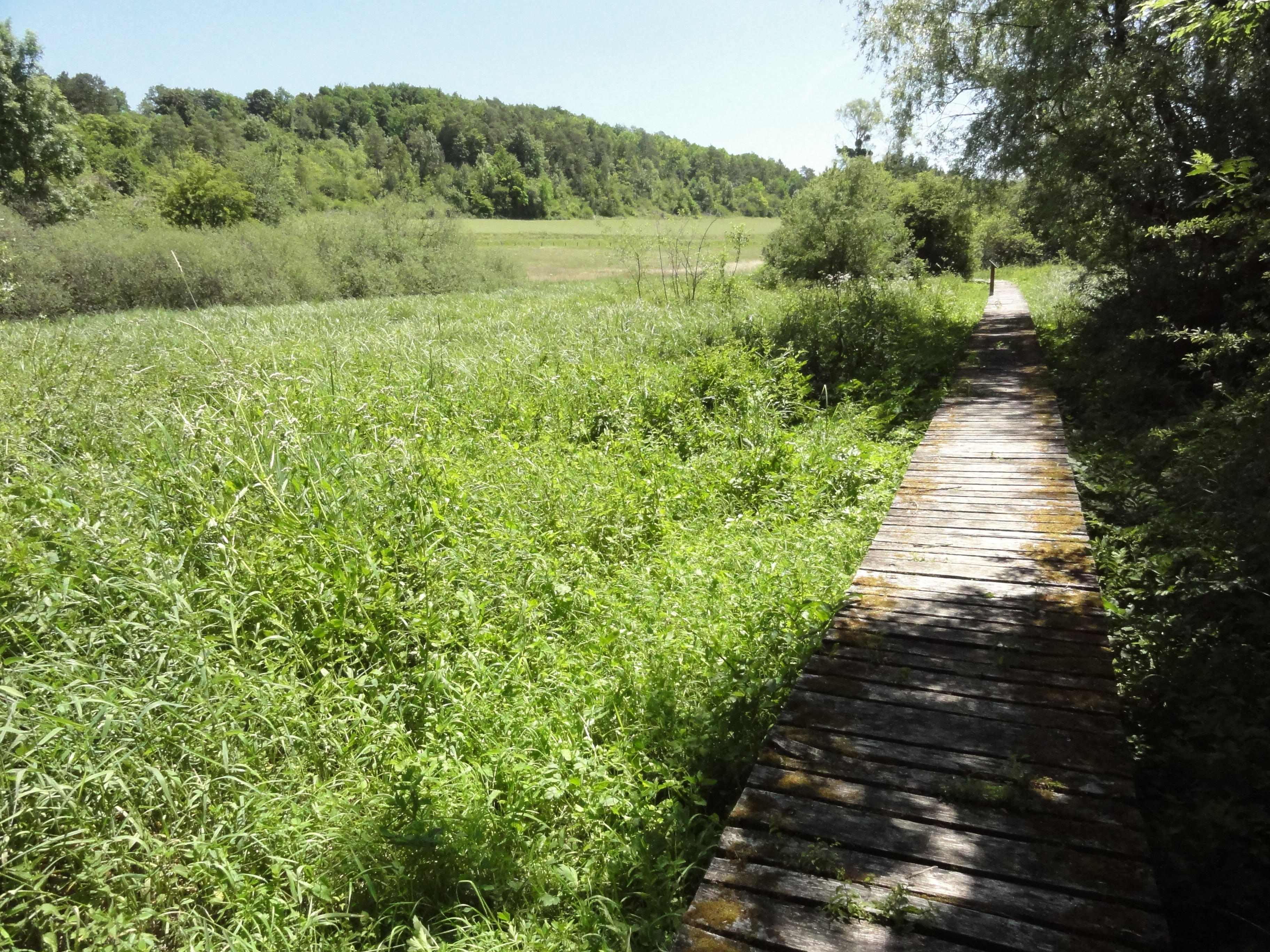
Le marais des Grands Prés à Saucourt-sur-Rognon dans le nord.
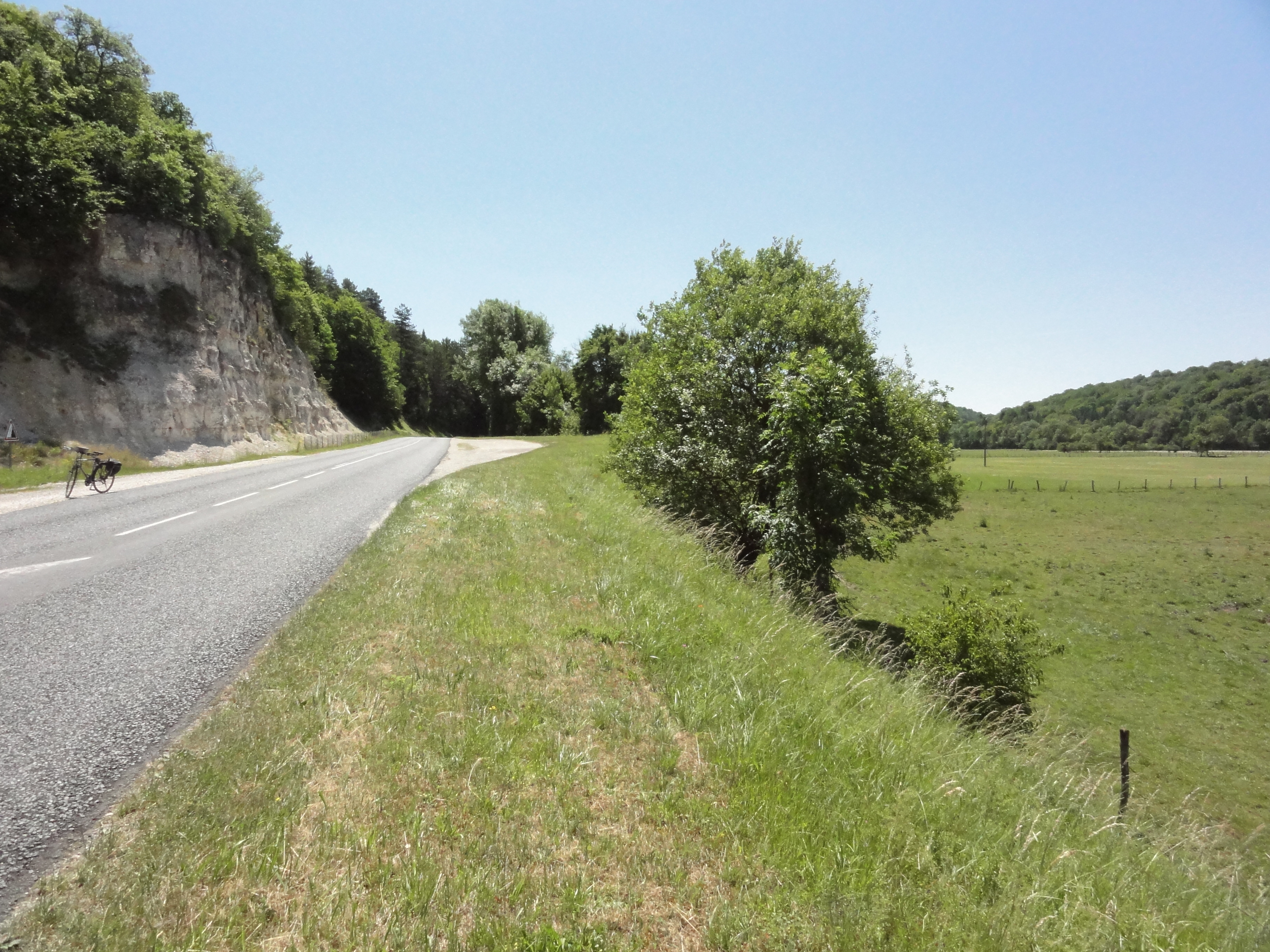
Doulaincourt-Saucourt dans le nord.
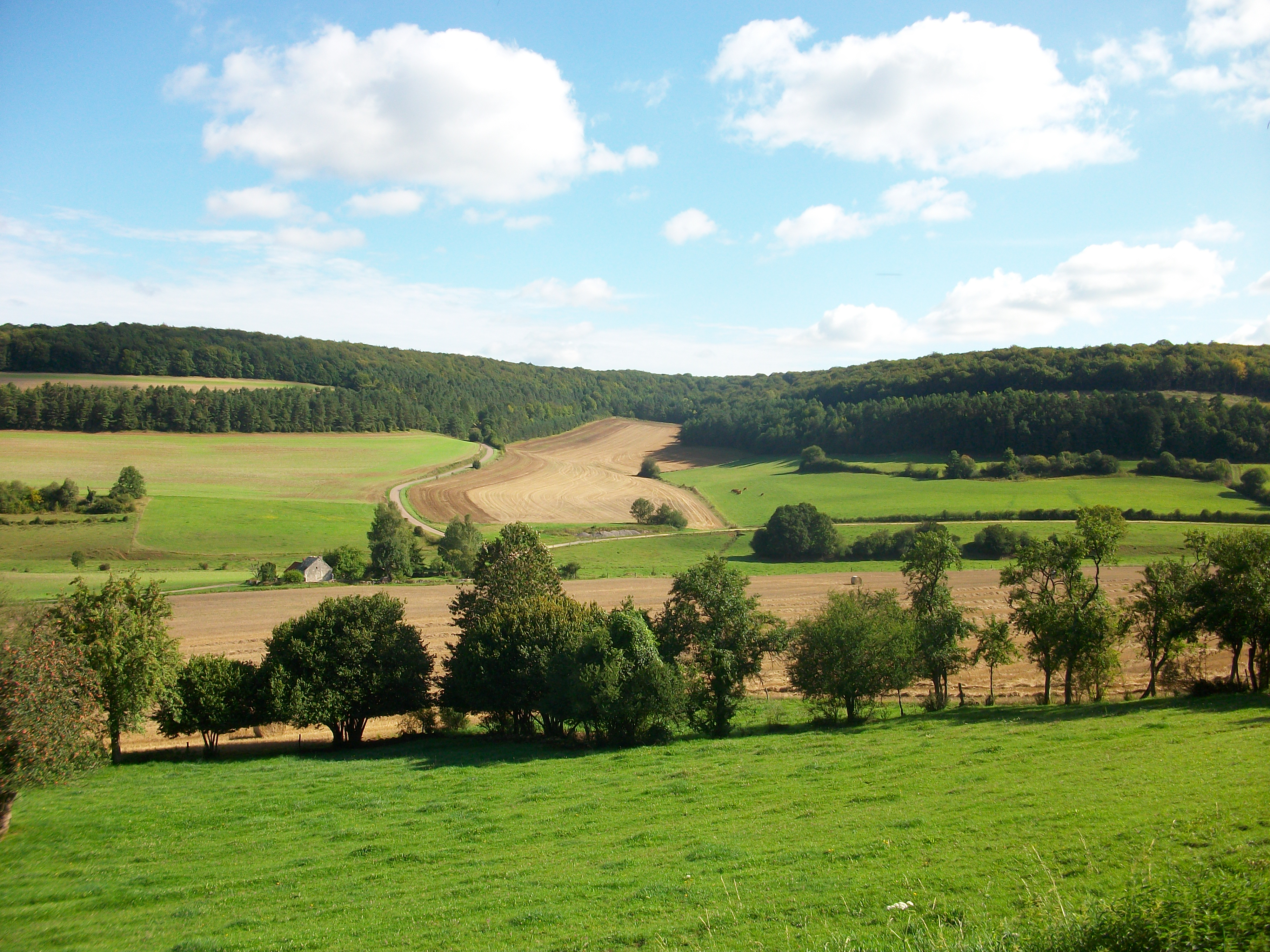
Vitry-en-Montagne dans le sud-ouest.
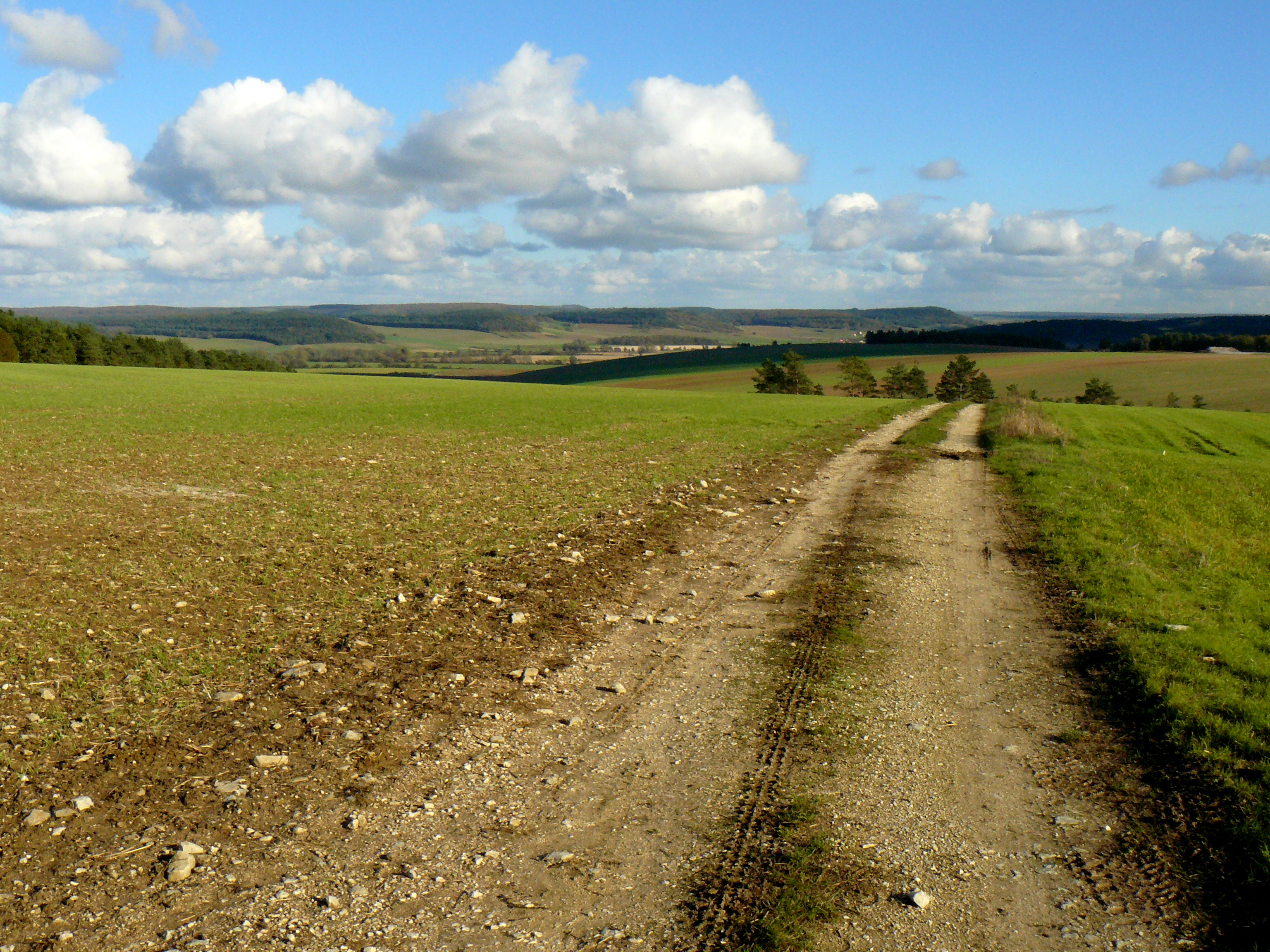
Paysage de Haute-Marne, à proximité de Laferté-sur-Aube à l'ouest.

## Histoire
Au 1er janvier 2016, la région Champagne-Ardenne, à laquelle appartenait le département, fusionne avec les régions région Alsace et Lorraine pour devenir la nouvelle région administrative Grand Est.
Le département est labellisé Terre de Jeux 2024, le label de Paris 2024 à destination des collectivités, et accueillera sur son territoire le Relais de la flamme.

## Transports
La RN 4 traverse le nord de la Haute-Marne d'est en ouest, au sud de Saint-Dizier et la RN 67 traverse la Haute-Marne du nord vers le sud, de Saint-Dizier vers Chaumont.
L'A31 traverse la Haute-Marne, en venant de Metz/Nancy pour rejoindre Dijon. De plus, l'autoroute A5 traverse la Haute-Marne en venant de Troyes pour rejoindre Langres.

## Démographie
En 2022, le département comptait 169 865 habitants, en évolution de −4,62 % par rapport à 2016 (France hors Mayotte : +2,11 %).
| 1791 | 1801    | 1806    | 1821    | 1826    | 1831    | 1836    | 1841    | 1846    |
| ---- | ------- | ------- | ------- | ------- | ------- | ------- | ------- | ------- |
| -    | 226 655 | 237 785 | 233 258 | 244 823 | 249 827 | 255 969 | 257 567 | 262 079 |

| 1851    | 1856    | 1861    | 1866    | 1872    | 1876    | 1881    | 1886    | 1891    |
| ------- | ------- | ------- | ------- | ------- | ------- | ------- | ------- | ------- |
| 268 398 | 256 512 | 258 501 | 259 096 | 251 196 | 252 448 | 254 876 | 247 781 | 243 533 |

| 1896    | 1901    | 1906    | 1911    | 1921    | 1926    | 1931    | 1936    | 1946    |
| ------- | ------- | ------- | ------- | ------- | ------- | ------- | ------- | ------- |
| 232 057 | 226 545 | 221 724 | 214 765 | 198 865 | 195 370 | 189 791 | 188 471 | 181 840 |

| 1954    | 1962    | 1968    | 1975    | 1982    | 1990    | 1999    | 2006    | 2011    |
| ------- | ------- | ------- | ------- | ------- | ------- | ------- | ------- | ------- |
| 197 147 | 208 450 | 214 336 | 212 304 | 210 670 | 204 067 | 194 873 | 187 652 | 182 375 |

| 2016    | 2021    | 2022    | - | - | - | - | - | - |
| ------- | ------- | ------- | - | - | - | - | - | - |
| 178 084 | 171 042 | 169 865 | - | - | - | - | - | - |

### Communes

#### Communes les plus peuplées
| Nom                              | Code Insee | Intercommunalité                       | Superficie (km2) | Population (dernière pop. légale) | Densité (hab./km2) | Modifier                                    |
| -------------------------------- | ---------- | -------------------------------------- | ---------------- | --------------------------------- | ------------------ | ------------------------------------------- |
| Saint-Dizier                     | 52448      | CA Saint-Dizier, Der et Blaise         | 47,69            | 22 811 (2022)                     | 478                | modifier les données · modifier les données |
| Chaumont                         | 52121      | CA de Chaumont                         | 55,26            | 21 418 (2022)                     | 388                | modifier les données · modifier les données |
| Langres                          | 52269      | CC du Grand Langres                    | 22,33            | 7 683 (2022)                      | 344                | modifier les données · modifier les données |
| Nogent                           | 52353      | CA de Chaumont                         | 54,63            | 3 562 (2022)                      | 65                 | modifier les données · modifier les données |
| Joinville                        | 52250      | CC du Bassin de Joinville en Champagne | 18,94            | 2 944 (2022)                      | 155                | modifier les données · modifier les données |
| Wassy                            | 52550      | CA Saint-Dizier, Der et Blaise         | 33,82            | 2 776 (2022)                      | 82                 | modifier les données · modifier les données |
| Chalindrey                       | 52093      | CC des Savoir-Faire                    | 20,05            | 2 347 (2022)                      | 117                | modifier les données · modifier les données |
| La Porte du Der                  | 52331      | CA Saint-Dizier, Der et Blaise         | 47,21            | 2 112 (2022)                      | 45                 | modifier les données · modifier les données |
| Éclaron-Braucourt-Sainte-Livière | 52182      | CA Saint-Dizier, Der et Blaise         | 54,24            | 2 011 (2022)                      | 37                 | modifier les données · modifier les données |
| Eurville-Bienville               | 52194      | CA Saint-Dizier, Der et Blaise         | 20,73            | 2 001 (2022)                      | 97                 | modifier les données · modifier les données |
| Bourbonne-les-Bains              | 52060      | CC des Savoir-Faire                    | 64,93            | 1 969 (2022)                      | 30                 | modifier les données · modifier les données |
| Bologne                          | 52058      | CA de Chaumont                         | 31,26            | 1 836 (2022)                      | 59                 | modifier les données · modifier les données |
| Val-de-Meuse                     | 52332      | CC du Grand Langres                    | 76,76            | 1 807 (2022)                      | 24                 | modifier les données · modifier les données |
| Bettancourt-la-Ferrée            | 52045      | CA Saint-Dizier, Der et Blaise         | 5,38             | 1 797 (2022)                      | 334                | modifier les données · modifier les données |
| Châteauvillain                   | 52114      | CC des Trois Forêts                    | 106,37           | 1 512 (2022)                      | 14                 | modifier les données · modifier les données |

#### Villes et villages remarquables
- Arc-en-Barrois
- Bourbonne-les-Bains
- Bourmont
- Châteauvillain
- Chaumont
- Colombey-les-Deux-Églises et le mémorial Charles-de-Gaulle
- Voisey
- Condes
- Joinville
- Langres
- Rosoy-sur-Amance
- Saint-Dizier
- Vignory
- Wassy[8].

#### Les résidences secondaires
Selon le recensement général de la population du 1er janvier 2008, 7,5 % des logements disponibles dans le département étaient des résidences secondaires. Ce tableau indique les principales communes de la Haute-Marne dont les résidences secondaires et occasionnelles dépassent 10 % des logements totaux en 2008 :
| Commune             | Population SDC | Nombre de logements | Résidences secondaires | % résidences secondaires |
| ------------------- | -------------- | ------------------- | ---------------------- | ------------------------ |
| Bourbonne-les-Bains | 2 267          | 2 327               | 970                    | 41,70%                   |
| Voisey              | 355            | 319                 | 89                     | 27,95%                   |
| Terre-Natale        | 382            | 286                 | 75                     | 26,11%                   |

Sources :
- Source INSEE, chiffres au 01/01/2008.

## Économie
L'économie de la Haute-Marne est marquée par plusieurs caractéristiques essentielles :
- Les massifs forestiers du département, l'un des plus boisés de France qui contient notamment le Parc national de forêts[9], permettent l'existence d'une activité importante de travail du bois, et constitue, pour un certain nombre de communes rurales un élément important de ressources. Sur les 245 000 hectares (environ) occupés par les boisements[10], 40 % appartiennent aux collectivités territoriales, et un peu moins de 13 % sont du domaine de l'Office national des forêts. Cette situation fait de la Haute-Marne l'un des rares départements français où la propriété forestière est d'abord publique avant d'être privée

- L'activité agricole, notamment dans le domaine de l'élevage, conduit notamment le département à disposer d'une industrie agroalimentaire relativement développée. Saint-Dizier abrite ainsi les usines de la marque Miko, tandis que deux groupes laitiers (Entremont et Bongrain) possèdent une unité de transformation importante fabriquant à la fois des fromages de marque et des fromages commercialisés sous marque distributeur.
- L'industrie haut marnaise est d'abord liée à la métallurgie, et notamment au secteur de la fonderie, le département étant l'un des plus pourvus en emplois sur ce secteur. Les fonderies haut-marnaises (dont la GHM) ont, dans le passé, fabriqué notamment les entrées Guimard du métro de Paris. Les autres activités industrielles comprennent également historiquement la coutellerie (dans le secteur de Nogent), la production de pièces en plastique (notamment dans le secteur de l'optique).

- Le vignoble en zone appellation Champagne représente une surface de 52 hectares en 2020[11].

- Le vieillissement de la population entraîne une demande sur l'aide à domicile comme sur l'accueil des personnes âgées qui constituent un des vecteurs de création d'emplois.

## Politique
- Liste des députés de la Haute-Marne
- Liste des sénateurs de la Haute-Marne
- Liste des conseillers généraux de la Haute-Marne
- Liste des préfets de la Haute-Marne
- Cantons de la Haute-Marne
- Communes de la Haute-Marne
- Anciennes communes de la Haute-Marne

## Patrimoine

Logo.

### Patrimoines artistique, artisanal et industriel
(mars 2025).
Si vous disposez d'ouvrages ou d'articles de référence ou si vous connaissez des sites web de qualité traitant du thème abordé ici, merci de compléter l'article en donnant les références utiles à sa vérifiabilité et en les liant à la section « Notes et références ».
Le Sud de la Haute-Marne est réputé pour la vannerie à l'ancienne. Se trouvent en effet à Bussières-les-Belmont et Fayl-Billot les 20 derniers vanniers de la Haute-Marne. L’osier qui y est cultivé est toujours travaillé manuellement, il donne naissance à des objets traditionnels (paniers, présentoirs, hottes, huches à pain…), mais également à des œuvres d’art.
L’art de la coutellerie est vivant en Haute-Marne depuis le XIVe siècle, notamment dans le bassin de Nogent. Le pays comptait plus de 10 000 ouvriers-paysans couteliers. Le musée de la Coutellerie de Nogent valorise les fabrications du XVIIe siècle à nos jours.
Grâce à ses richesses naturelles : l’eau, le bois, le minerai de fer, mais aussi le sable, la Haute-Marne a vu son territoire se couvrir d’établissements métallurgiques. C’est un maître de forges de la vallée de la Blaise qui sera retenu en 1681 pour fournir au château de Versailles des plaques de cheminées (400) et des tuyaux d’amenée d’eau. Vers 1830, afin de se diversifier, la Haute-Marne s’engage dans de la fonte d’art. Parmi les réalisations les plus connues figurent les fontaines Wallace qui ornent les petites places de Paris, les statues majestueuses qui trônent dans les principales villes du département, les ferronneries « Art nouveau » d'Hector Guimard qui décorent les entrées des bouches du métro de Paris et les lampadaires des Champs-Élysées, fabriqués aujourd’hui par la GHM.

### Gastronomie
La Haute-Marne comporte plusieurs vins locaux, comme les Coteaux-de-coiffy ou certains vins de champagne par exemple. Le département comporte également plusieurs fromages labellisé AOP, comme le fromage de Langres, L'Epoisses ou l'emmental ainsi que de nombreuses spécialités culinaires comme la tarte en quemeu.

## Personnalités

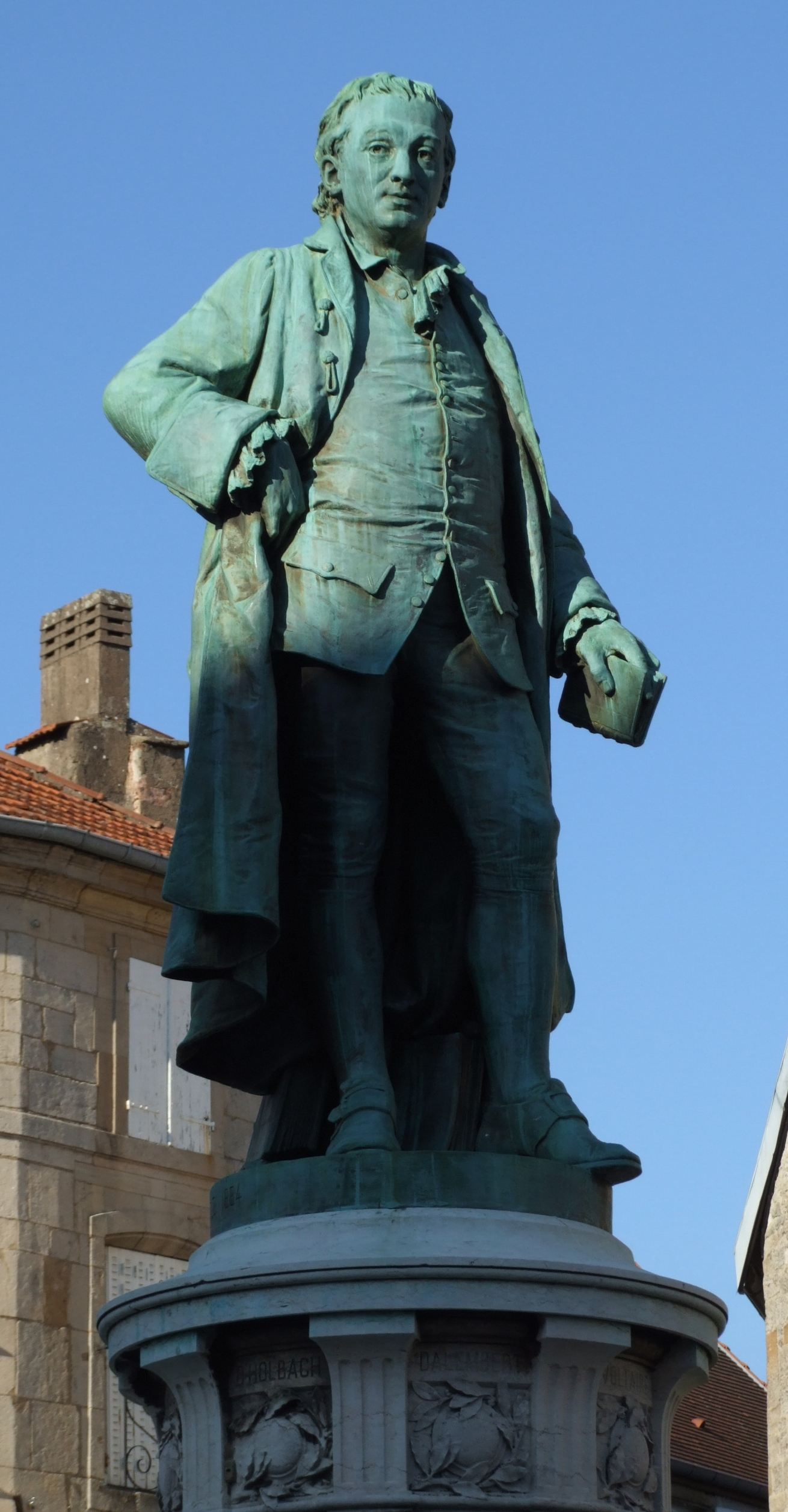
Statue de Denis Diderot à Langres.

### Personnalités natives de la Haute-Marne

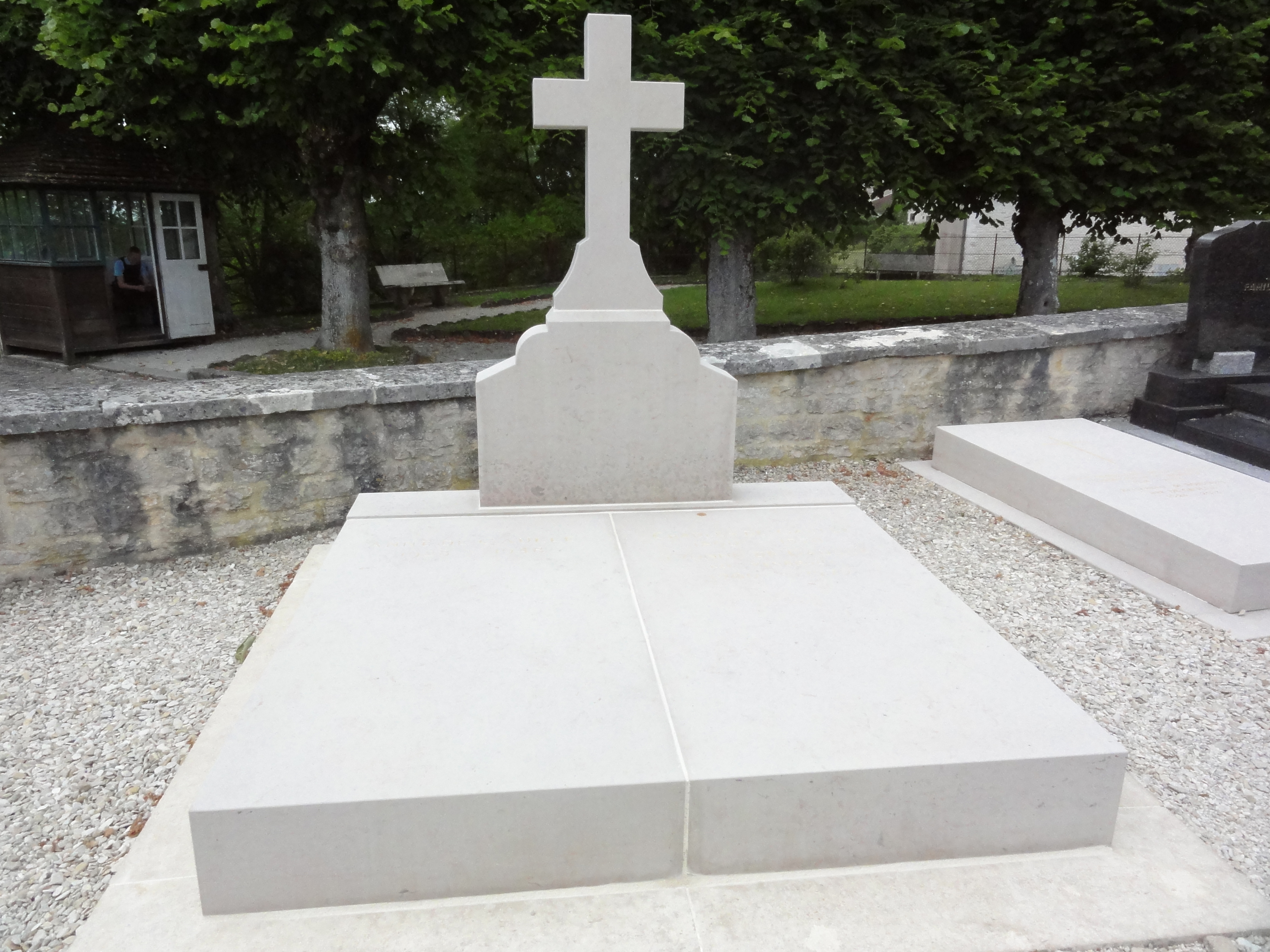
Tombe de Charles de Gaulle à Colombey-les-Deux-Églises

- Denis Diderot
- Camille Flammarion
- Ernest Flammarion
- Louise Michel
- Albin Michel
- Jacques Lambert
- Marcel Arland
- Julien Cafaro
- Emile Baudot
- Edmé Bouchardon
- Régis Clère
- Maurice Constantin-Weyer
- Joseph Cressot
- Charles Dadant
- Jeanne Darlays
- Bernard Dimey
- Guy Fréquelin
- Jacques Gaillot
- Paul Grappe
- Edmond Haraucourt
- Jules-René Hervé
- André Isoir
- Claude François Jouffroy d'Abbans
- Jean de Joinville
- Philippe Lebon
- Max-Firmin Leclerc
- Nicolas Mahudel
- Jeanne Mance
- James Marangé
- Jean-Paul Penin
- Maurice Regnaut
- Jean Robinet
- Jules-Claude Ziegler
- Romain Filstroff
- Yves Simon (artiste)

### Personnalités liées à la Haute-Marne
- Charles de Gaulle (1890-1970), inhumé à Colombey-les-Deux-Églises, où est par ailleurs localisée son ancienne résidence personnelle, La Boisserie.
- Edmond de Goncourt et Jules de Goncourt, créateurs du Prix Goncourt, d'une famille originaire de Goncourt.
- Voltaire (1694-1778), philosophe, au château de Cirey à Cirey-sur-Blaise.
- Jean-Noël Bongrain, industriel, fondateur du groupe Bongrain, a inventé le fromage Caprice des Dieux à Illoud en 1956.
- René-Xavier Prinet (1861-1946), peintre et illustrateur, a vécu en Haute-Marne à Bourbonne-les-Bains, y est mort et y est inhumé avec son épouse Jeanne.
- Marie Calvès (1883-1957), artiste peintre, à Soncourt-sur-Marne.
- Denis Quilliard dit Jacno (1957-2009).
- Lucie Décosse, judoka française.
- Georges Villa, artiste, figure du Montmartre des Années folles, a vécu et est inhumé à Illoud.
- Tété, musicien auteur compositeur, à Saint-Dizier.
- Manu Codjia, guitariste, à Chaumont.
- Stéphane Mazzolini, ancien footballeur professionnel, a notamment joué sous les couleurs de l'Olympique de Marseille de 1994 à 1996, actuel entraineur du Chaumont Football Club.
- Sylvain Marchal, footballeur professionnel, a commencé sa carrière à l'ASPTT Chaumont.
- Christian Vander, batteur et fondateur du groupe Magma, résidant à Joinville.
- Jean Duvet, graveur et orfèvre.
- Camille Perfetti, député de la Haute-Marne (1928-1940), président du conseil général de la Haute-Marne (1945-1956).
- Jules Alfred Hervé-Mathé, peintre figuratif français (1868 - 1953), directeur de l'École d'arts appliqués du Mans.